# Böhmisch-Mährische Höhe

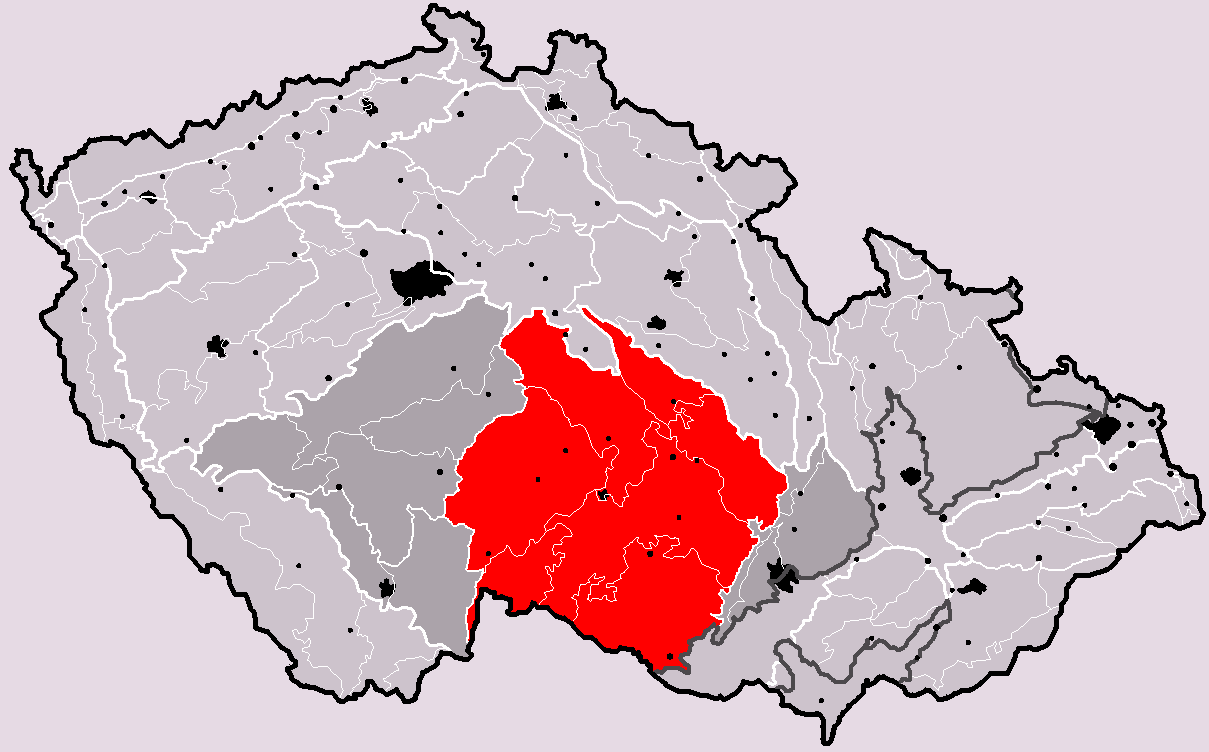
Die Böhmisch-Mährische Höhe (rot) innerhalb der Geomorphologischen Einteilung Tschechiens

Die Böhmisch-Mährische Höhe, tschechisch Českomoravská vrchovina oder auch Vysočina, ist eine etwa 10.000 Quadratkilometer umfassende Hochfläche im Süden der Tschechischen Republik, deren Westteil in Böhmen und deren Ostteil in Mähren liegt. Sie wird auch als Mährischer Rücken, Böhmisch-Mährischer Höhenrücken, Böhmisch-Mährische Hochfläche, Böhmisch-Mährisches Plateau, Böhmisch-Mährischer Höhenzug, Böhmisch-Mährischer Gebirgsrücken oder Böhmisch-Mährisches Bergland bezeichnet. Der Kraj Vysočina mit dem Verwaltungssitz Jihlava (Iglau) ist nach dem tschechischen Namen der Böhmisch-Mährischen Höhe benannt.
Sie ist ein langwelliges Hügelland im Höhenbereich von etwa 500–800 Metern, welches in seinen Niederungen relativ dicht besiedelt ist. Seine sanften Höhen sind mit Einzelgehöften und auch vereinzelt mit Ferienwohnungen und Ferienhäusern überzogen. Die abgerundeten Gipfelflächen bieten Rundblicke auf Landschaft, Täler und Burgen oder vielfältige Möglichkeiten für sportliche Aktivitäten.

## Geografie des Höhenzuges

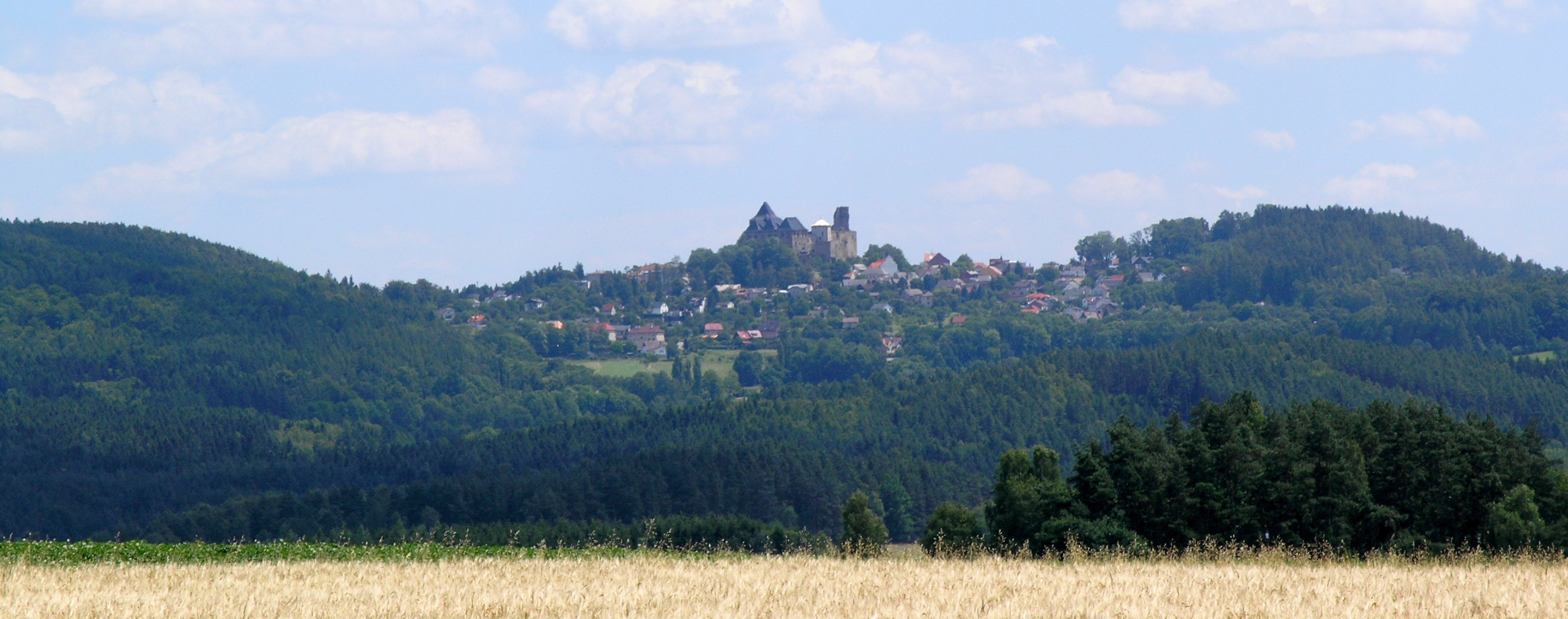
Die Burg Lipnice (Lipnitz) im Nordwesten der Hochfläche.

Die Böhmisch-Mährische Höhe erstreckt sich von den Elbniederungen in Nordböhmen bis zur österreichischen Grenze, von wo aus sie sich im Waldviertel Niederösterreichs im Granit- und Gneisplateau bis zum Weinsberger Wald fortsetzt. Im Westen reicht sie bis auf Höhe der Stadt Tábor und im Osten bis zu den Vorlandsenken der Westkarpaten. Die Böhmisch-Mährische Höhe bildet den südöstlichen Abschluss des Böhmischen Beckens.
Die Böhmisch-Mährische Höhe ist in weiten Teilen eine langwellige Hochfläche, deren Relief eher an ein Hügelland erinnert, obwohl sie Höhen bis 840 Meter über dem Meeresspiegel erreicht. Nur vereinzelt haben Flüsse tiefere Täler eingeschnitten und gliedern die Hochfläche in mehrere kleinere Höhenzüge. Von diesen ist das Iglauer Gebirge (tschech. Jihlavské vrchy) im Südwesten mit dem Jaborschützberg (Javořice 837 m n.m.) zwar der höchste Teil, doch die Saarer Berge im Norden sind bedeutender – unter anderem für den Tourismus.
Die Flusstäler sind relativ dicht besiedelt, die Höhen etwa zur Hälfte bewaldet. Die übrige Hälfte der Hochlagen wird für den Anbau von Mais und Getreide genutzt. Infolge der kollektiven Bewirtschaftung in den Zeiten der ČSSR von 1945 bis 1989 erstrecken sich diese Felder auch heute noch z. T. kilometerweit.
Viele Talausgänge werden von Burgen beherrscht, die teilweise in der Zeit der Hussitenkriege in der Nähe der Stadt Tábor errichtet wurden.
An den Rändern der Hochfläche liegen touristisch interessante und entsprechend frequentierte mittelalterliche Städte wie Leitomischl im Norden und Teltsch im Süden.

### Geomorphologische Gliederung
- Böhmisch-Mährische Höhe (Českomoravská vrchovina)
  - Křemešnická vrchovina (Kremeschniker Bergland)
  - Hornosázavská pahorkatina („Hügelland an der oberen Sázava“)
  - Železné hory (Eisengebirge)
  - Hornosvratecká vrchovina („Bergland an der oberen Svratka“)
  - Křižanovská vrchovina (Krischanauer Bergland)
  - Javořická vrchovina (Jaborschützer Bergland)
  - Jevišovická pahorkatina (Jaispitzer Hügelland)

## Geologie
Die Böhmisch-Mährische Höhe ist Teil der Böhmischen Masse, des größten zusammenhängend ausbeißenden Varisziden-Rumpfes in Mitteleuropa. Innerhalb der mitteleuropäischen Varisziden wird die Böhmisch-Mährische Höhe aufgrund ihres Aufbaus aus hochmetamorphen Gesteinen (Gneise) und großen granitoiden Tiefengesteinskörpern) der Moldanubischen Zone (Moldanubikum) zugerechnet.
Die Gesteine der Böhmisch-Mährischen Höhe sind umgewandelte Sedimentgesteine und magmatische Gesteine vor-permischen Alters. Die Umwandlung erfolgte zum Großteil während der Variszischen Gebirgsbildung im Karbon, die durch den Zusammenstoß des großen Südkontinentes Gondwana mit dem großen Nordkontinent Laurussia (möglicherweise unter Beteiligung mehrerer Kleinkontinente) verursacht wurde. Die Variszische Gebirgsbildung hatte die Bildung einer riesigen Gebirgskette zur Folge, des so genannten Herzynischen Systems, das sich quer über den seinerzeit neu entstandenen Superkontinent Pangaea spannte. Der mitteleuropäische Abschnitt des Herzynischen Systems wird als Variszisches Gebirge bezeichnet.
Das Moldanubikum ist Teil des kristallinen Kerns des Variszischen Gebirges. Während der Gebirgsbildung wurden die prä-permischen Ausgangsgesteine tief in die Erdkruste versenkt. Dort waren sie z. T. extrem hohen Drücken und Temperaturen ausgesetzt. Anschließend wurden sie durch die tektonischen Kräfte wieder in höhere Bereiche der Kruste befördert, was wiederum mit Gesteinsumwandlungen einherging. Am Ende der Gebirgsbildung drangen saure Magmen in den metamorphen Gebirgsstock auf und kristallisierten zu großen granitoiden Gesteinskörpern aus. Einer dieser Granitoidkörper ist der Südböhmische Batholith, der sich 160 Kilometer in Nord-Süd-Richtung von Jihlava bis an die Donau erstreckt.
Bereits am Ende des Perms war das ursprünglich einige Tausend Meter hohe Variszische Gebirge weitgehend erodiert. Während zahlreiche variszische Gebirgsregionen Mitteleuropas sich in den kommenden Jahrmillionen absenkten und sogar vom Meer überflutet wurden, blieb das Böhmische Massiv und damit auch die heutige Böhmisch-Mährische Höhe ein Hochgebiet.
Nachdem der Superkontinent Pangaea seit dem Jura zusehends zerfallen und dessen Kontinentalblöcke auseinandergedriftet waren, bewegte sich einer dieser Blöcke, Afrika, seit dem Ende der Kreidezeit von Süden auf Europa zu und verursachte im Tertiär unter anderem die Entstehung der Alpen. Dabei geriet der Süden der damaligen Böhmischen Masse tief unter die Nordost-Alpen.
Da die Böhmische Masse seit der Variszischen Gebirgsbildung vor ca. 300 Millionen Jahren ein Hochgebiet blieb, gibt es auf der Böhmisch-Mährischen Höhe faktisch keine jüngeren Gesteine. Lediglich in Flusstälern gibt es quartäre Sedimente.